# Luxemburg op de Olympische Zomerspelen 1936
Luxemburg nam deel aan de Olympische Zomerspelen 1936 in Berlijn, Duitsland. Het was de vijfde deelname van Luxemburg. Vier jaar eerder ontbrak het op de Spelen in Los Angeles.
Aan de in 1920 gewonnen zilveren medaille van Joseph Alzin werd ook deze editie geen medaille toegevoegd.
Luxemburg schreef 55 deelnemers (inclusief reserves) in voor de Olympische Spelen. Uiteindelijk namen er 44 deel aan een olympisch onderdeel. Er namen geen vrouwen uit Luxemburg aan deze editie deel.
De turner Mathias Erang was de eerste Luxemburger die voor de derde keer deelnam aan de Olympische Spelen. Drie deelnemers Mathias Sancassianti (boksen), Nicolas Scheitler (gewichtheffen) en Mathias Hogelin (turnen) namen voor de tweede maal deel aan de Olympische Spelen.

## Deelnemers en resultaten

### Atletiek
| Olympiër           | Discipline       | Resultaat    | Prestatie              |
| ------------------ | ---------------- | ------------ | ---------------------- |
| François Mersch    | 100m (m)         | series       | serie 11: 4de in 10,9  |
| Jean Krombach      | 400m (m)         | 32e          | serie 6: 5de in 50,4   |
| Pierre Hemmer      | 800m (m)         | 25e          | serie 1: 5de in 1.56,3 |
| Charles Stein      | 800m (m)         | series       | serie 4: 7de           |
| Pierre Hemmer      | 1500m (m)        | series       | serie 1: 9de           |
| Charles Stein      | 1500m (m)        | series       | serie 4: 10de          |
| Michel Medinger sr | 5000m (m)        | series       | serie 1: 13de          |
| François Mersch    | verspringen (m)  | kwalificatie |                        |
| Jean Wagner        | kogelstoten (m)  | kwalificatie |                        |
| Jean Wagner        | discuswerpen (m) | kwalificatie |                        |

### Boksen
| Olympiër             | Discipline  | Resultaat | Prestatie                                                                                |
| -------------------- | ----------- | --------- | ---------------------------------------------------------------------------------------- |
| Ferdinand Ciatti     | -50,8kg (m) | 17e       | 1ste ronde: V van DEN Frederiksen: punten                                                |
| André Wollscheidt    | -61,2kg (m) | 17e       | 1ste ronde: V van EST Stepulov: punten                                                   |
| Mathias Sancassianti | -66,7kg (m) | 9e        | 1ste ronde: vrij 2de ronde: V van PHI de Castro: punten                                  |
| Jim Graser           | -79,4kg (m) | 9e        | 1ste ronde: vrij 2de ronde: V van ARG Risiglione: punten                                 |
| Ernest Toussaint     | +79,4kg (m) | 9e        | 1ste ronde: vrij 2de ronde: W van AUT Lutz: punten kwartfinale: V van NOR Nilsen: punten |

### Gewichtheffen
| Olympiër          | Discipline  | Resultaat | Prestatie                                                                            |
| ----------------- | ----------- | --------- | ------------------------------------------------------------------------------------ |
| Franz Conrad      | -60kg (m)   | 21e       | drukken: 21ste met 65kg trekken: 21ste met 65kg stoten: 21ste met 90kg totaal: 220kg |
| Nicolas Scheitler | -82,5kg (m) | 5e        | drukken: 2de met 105kg trekken: 8ste met 105kg stoten: 9de met 140kg totaal: 330kg   |

### Kanovaren
| Olympiër                 | Discipline               | Resultaat | Prestatie |
| ------------------------ | ------------------------ | --------- | --------- |
| Joe Treinen              | C-1 1000m (m)            | 6e        | 7.39,5    |
| Joe Treinen              | K-1 10000m vouwkajak (m) | 12e       | 57.14,8   |
| Jean Strauß André Zimmer | K-2 10000m vouwkajak (m) | 13e       | 50.47,1   |

### Turnen
| Olympiër | Discipline               | Resultaat | Prestatie      |
| --- | ------------------------ | --------- | -------------- |
| Joseph Cillien                                                                                                 | rekstok (m)              | 104e      | 7,833 punten   |
| Mathias Erang                                                                                                  | rekstok (m)              | DNF       | niet gefinisht |
| Franz Haupert                                                                                                  | rekstok (m)              | 94e       | 11,300 punten  |
| Willy Klein | rekstok (m)              | 101e      | 9,067 punten   |
| Jey Kugeler | rekstok (m)              | 52e       | 16,567 punten  |
| Marcel Leineweber                                                                                              | rekstok (m)              | 92e       | 12,066 punten  |
| Metty Logelin                                                                                                  | rekstok (m)              | 26e       | 18,200 punten  |
| Jos Romersa | rekstok (m)              | 81e       | 14,967 punten  |
| Joseph Cillien                                                                                                 | brug (m)                 | 93e       | 12,767 punten  |
| Mathias Erang                                                                                                  | brug (m)                 | DNF       | niet gefinisht |
| Franz Haupert                                                                                                  | brug (m)                 | 98e       | 10,866 punten  |
| Willy Klein | brug (m)                 | 91e       | 13,100 punten  |
| Jey Kugeler | brug (m)                 | 42e       | 16,834 punten  |
| Marcel Leineweber                                                                                              | brug (m)                 | 94e       | 11,667 punten  |
| Metty Logelin                                                                                                  | brug (m)                 | 34e       | 17,100 punten  |
| Jos Romersa | brug (m)                 | 82e       | 14,034 punten  |
| Joseph Cillien                                                                                                 | ringen (m)               | 93e       | 12,267 punten  |
| Mathias Erang                                                                                                  | ringen (m)               | DNF       | niet gefinisht |
| Franz Haupert                                                                                                  | ringen (m)               | 79e       | 14,466 punten  |
| Willy Klein | ringen (m)               | 92e       | 12,400 punten  |
| Jey Kugeler | ringen (m)               | 16e       | 17,867 punten  |
| Marcel Leineweber                                                                                              | ringen (m)               | 100e      | 11,534 punten  |
| Metty Logelin                                                                                                  | ringen (m)               | 32e       | 17,166 punten  |
| Jos Romersa | ringen (m)               | 73e       | 15,033 punten  |
| Joseph Cillien                                                                                                 | paard met bogen (m)      | 94e       | 11,833 punten  |
| Franz Haupert                                                                                                  | paard met bogen (m)      | 79e       | 13,666 punten  |
| Willy Klein | paard met bogen (m)      | 91e       | 12,400 punten  |
| Jey Kugeler | paard met bogen (m)      | 61e       | 15,700 punten  |
| Marcel Leineweber                                                                                              | paard met bogen (m)      | 92e       | 12,000 punten  |
| Metty Logelin                                                                                                  | paard met bogen (m)      | 33e       | 17,467 punten  |
| Jos Romersa | paard met bogen (m)      | 87e       | 12,733 punten  |
| Joseph Cillien                                                                                                 | vloer (m)                | 86e       | 14,700 punten  |
| Franz Haupert                                                                                                  | vloer (m)                | 100e      | 13,167 punten  |
| Willy Klein | vloer (m)                | 97e       | 13,466 punten  |
| Jey Kugeler | vloer (m)                | 64e       | 15,900 punten  |
| Marcel Leineweber                                                                                              | vloer (m)                | 94e       | 13,867 punten  |
| Metty Logelin                                                                                                  | vloer (m)                | 59e       | 16,167 punten  |
| Jos Romersa | vloer (m)                | 87e       | 14,667 punten  |
| Joseph Cillien                                                                                                 | sprong (m)               | 102e      | 9,067 punten   |
| Mathias Erang                                                                                                  | sprong (m)               | 105e      | 8,333 punten   |
| Franz Haupert                                                                                                  | sprong (m)               | 80e       | 14,900 punten  |
| Willy Klein | sprong (m)               | 90e       | 14,233 punten  |
| Jey Kugeler | sprong (m)               | 31e       | 17,200 punten  |
| Marcel Leineweber                                                                                              | sprong (m)               | 83e       | 14,733 punten  |
| Metty Logelin                                                                                                  | sprong (m)               | 88e       | 14,333 punten  |
| Jos Romersa | sprong (m)               | 58e       | 16,067 punten  |
| Joseph Cillien                                                                                                 | individuele meerkamp (m) | 100e      | 68,467 punten  |
| Mathias Erang                                                                                                  | individuele meerkamp (m) | 110e      | 27,000 punten  |
| Franz Haupert                                                                                                  | individuele meerkamp (m) | 92e       | 78,365 punten  |
| Willy Klein | individuele meerkamp (m) | 95e       | 74,666 punten  |
| Jey Kugeler | individuele meerkamp (m) | 45e       | 100,068 punten |
| Marcel Leineweber                                                                                              | individuele meerkamp (m) | 94e       | 75,867 punten  |
| Metty Logelin                                                                                                  | individuele meerkamp (m) | 44e       | 100,433 punten |
| Jos Romersa | individuele meerkamp (m) | 84e       | 87,501 punten  |
| Joseph Cillien Mathias Erang Franz Haupert Willy Klein Jey Kugeler Marcel Leineweber Metty Logelin Jos Romersa | meerkamp team (m)        | 12e       | 516,900 punten |

### Voetbal
| Olympiër | Discipline | Resultaat | Prestatie                        |
| --- | ---------- | --------- | -------------------------------- |
| Joseph Fischer Jean-Pierre Frisch Robert Geib Jean-Pierre Hoscheid Gusty Kemp Arnold Kieffer Victor Majérus Léon Mart Ernest Mengel Pierre Mousel Oskar Stamet | mannen     | 9e        | 1ste ronde: V van Duitsland: 0-9 |

### Wielersport
| Olympiër                                              | Discipline            | Resultaat | Prestatie |
| ----------------------------------------------------- | --------------------- | --------- | --------- |
| Paul Frantz                                           | wegwedstrijd (m)      | onbekend  |           |
| Rudy Houtsch                                          | wegwedstrijd (m)      | onbekend  |           |
| Jacques Majérus                                       | wegwedstrijd (m)      | 16e       | 2:33.08,0 |
| Franz Neuens                                          | wegwedstrijd (m)      | 16e       | 2:33.08,0 |
| Paul Frantz Rudy Houtsch Jacques Majérus Franz Neuens | wegwedstrijd team (m) | onbekend  |           |

### Worstelen
| Olympiër        | Discipline     | Resultaat      | Prestatie                   |
| Grieks-Romeins  | Grieks-Romeins | Grieks-Romeins | Grieks-Romeins              |
| --------------- | -------------- | -------------- | --------------------------- |
| Metty Scheitler | -66kg (m)      | 18e            | 1ste ronde: V van DEN Meyer |

### Zwemmen
| Olympiër                                                   | Discipline            | Resultaat | Prestatie               |
| ---------------------------------------------------------- | --------------------- | --------- | ----------------------- |
| Marcel Neumann                                             | 100m rugslag (m)      | 26e       | serie 3: 6de in 1.18,8  |
| Marcel Neumann Norbert Franck Pierre Haster Georges Tandel | 4x200m vrije slag (m) | 17e       | serie 2: 6de in 10.59,8 |

Afghanistan · Argentinië · Australië · België · Bermuda · Bolivia · Brazilië · Brits-Indië · Bulgarije · Canada · Chili · Colombia · Costa Rica · Denemarken · Duitsland · Egypte · Estland · Filipijnen · Finland · Frankrijk · Griekenland · Groot-Brittannië · Hongarije · IJsland · Italië · Japan · Joegoslavië · Letland · Liechtenstein · Luxemburg · Malta · Mexico · Monaco · Nederland · Nieuw-Zeeland · Noorwegen · Oostenrijk · Peru · Polen · Portugal · Republiek China · Roemenië · Tsjecho-Slowakije · Turkije · Uruguay · Verenigde Staten · Zuid-Afrika · Zweden · Zwitserland